# Lézardrieux
Lézardrieux (tiếng Breton: Lezardrev) là một xã của tỉnh Côtes-d’Armor, thuộc vùng Bretagne, tây bắc Pháp.

## Dân số
Người dân ở Lézardrieux được gọi là Lézardriviens.